# Aulacoderus formicomisternus
Aulacoderus formicomisternus es una especie de coleóptero de la familia Anthicidae.

## Distribución geográfica
Habita en (Sudáfrica).